# Gaylussacia caratuvensis
Gaylussacia caratuvensis là một loài thực vật có hoa trong họ Thạch nam. Loài này được R.R.Silva & Cervi mô tả khoa học đầu tiên năm 1999.